# 陆文宇
陆文宇（1967年—）是一位中国建筑师，

## 生平
1967年出生，1988年毕业于南京工学院，在校期间认识丈夫王澍 (建筑师)，1997年共同在杭州成立了“业余建筑工作室”，后任教于中国美术学院。

## 荣誉
2010年与丈夫王澍 (建筑师)一起荣获德国谢林建筑实践大奖。
2019年与丈夫王澍 (建筑师)一起荣获Tau Sigma Delta建筑与综合艺术荣誉学会2019年度金质奖章。

## 家庭
丈夫是建筑师王澍 (建筑师)，两人育有一子。

## 作品
- 苏州大学文正学院图书馆 (2000)[3]
- 宁波美术馆 (2005)[3]
- 宁波五散房 (2005)[3]

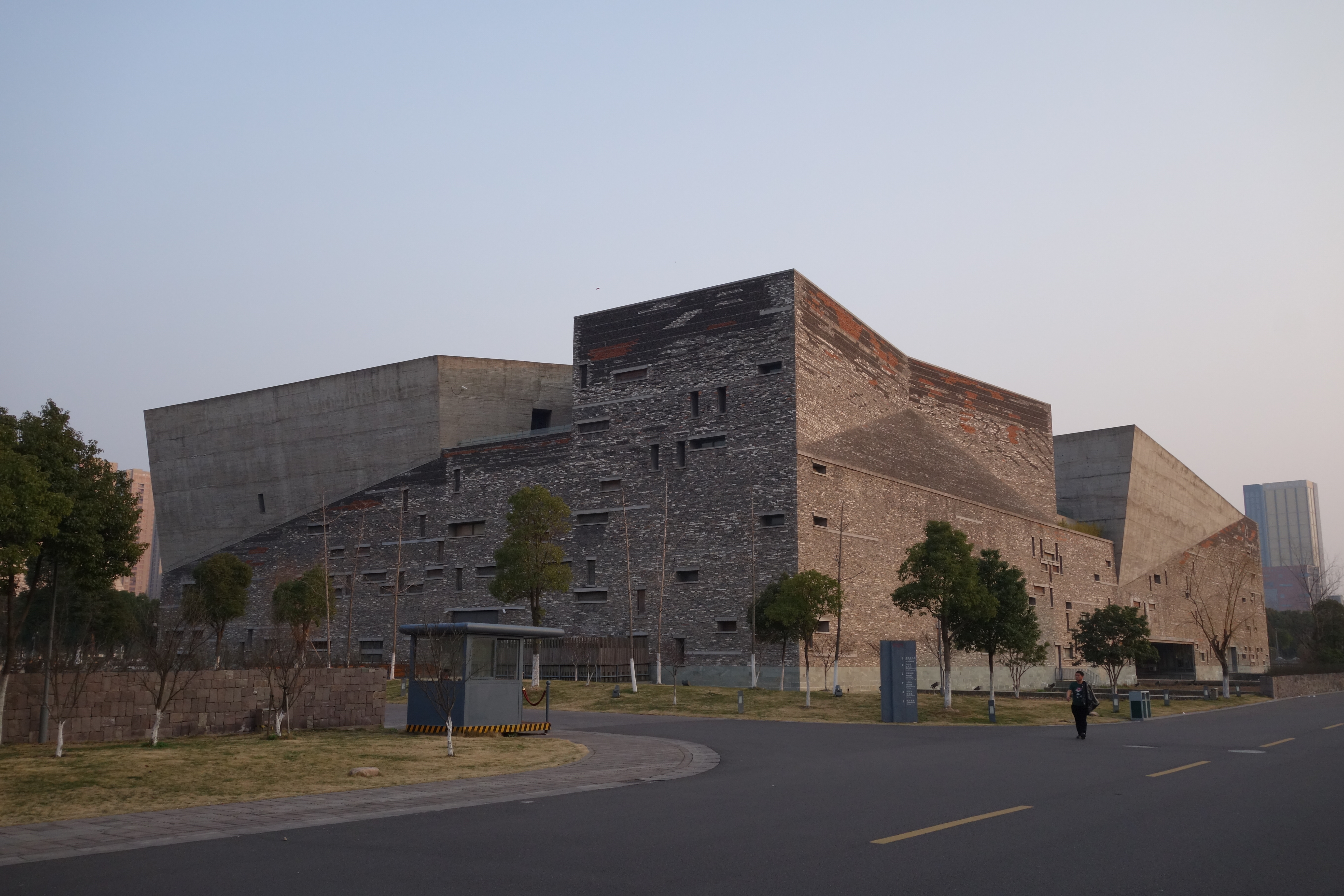
宁波博物馆

- 中国美术学院象山新校区一期工程 (2004)[3]
- 中国美术学院象山新校区二期工程 (2007)[3]
- 浙江金华瓷屋 (2006)[3]
- 杭州“钱江时代-垂直院宅” (2007)[3]
- 宁波华茂美术馆 (2008)[3]
- 杭州南宋御街博物馆 (2009)[3]